# Bythocrates drosocycla
Bythocrates drosocycla är en fjärilsart som beskrevs av Edward Meyrick 1919. Bythocrates drosocycla ingår i släktet Bythocrates och familjen äkta malar.
Artens utbredningsområde är Guyana. Inga underarter finns listade i Catalogue of Life.